# Mii
- Wii > Mii
- ニンテンドー3DS > Mii
- トモダチコレクション > Mii
- Nintendo Switch > Mii

Miiのロゴ

Mii（ミー）とは、任天堂が発売したゲーム機や任天堂が提供するモバイルアプリなどで使用される人間型のキャラクター（アバター）である。

## 概要
Miiは、Wii本体に内蔵されている『似顔絵チャンネル』、ニンテンドー3DS、Wii U本体に内蔵されている『Miiスタジオ』等で作成する。用意された様々なパーツを組み合わせて家族や友達などに似せて作る。
作成したMiiは、ゲーム中のプレイヤーとして操作したり、一つのセーブデータとして利用したり、アイコンとしてメッセージに貼り付けたり、のみならずゲーム上の背景キャラなどといったと様々な場面で利用される。

## 似顔絵チャンネル
似顔絵チャンネル（にがおえチャンネル）は、Miiを作成するWiiチャンネルである。このチャンネルはWii本体に内蔵されているため、Wii本体購入時から利用することができる。

### 概要
本チャンネルで作成したMiiは、Wii本体内蔵フラッシュメモリに保存される（似顔絵広場での最大保存数は100体）。Wii本体に保存されたMiiはWiiリモコン内蔵メモリに10体までコピーでき、別のWiiにも持っていくことが可能。また「WiiConnect24」に対応しており、自分の作成したMiiをインターネットを通じて、「Wiiばんごう」を交換した友達のWiiに送信することもできた（現在はサービス終了）。

### Miiの作成
最初に性別を選択した後、次の項目を選択・調整していく。3DS版のMiiスタジオではパーツが追加されている。
- 顔
  - 顔の輪郭（8種類から選択）
  - 顔の色（6色から選択）
- 髪
  - 髪型（72種類から選択。分け目の向き2種類）
  - 髪の色（8色から選択）
- 顔のパーツ
  - 目（48種類から選択。色は6色から選択。位置・大きさ・傾き調整可能）
  - 眉毛（無しも含めて24種類から選択。色は8種類から選択。位置・大きさ・傾き調整可能）
  - 頬（12種類から選択）
  - 鼻（12種類から選択。位置・大きさ調整可能）
  - 口（24種類から選択。色は3色から選択。位置・大きさ調整可能）
  - 口ひげ（無しも含めて4種類から選択。色は8色から選択。位置・大きさ調整可能）
  - 顎ひげ（無しも含めて4種類から選択。色は8種類から選択）
  - ほくろ（1つまで可能。位置・大きさ調整可能）
- その他
  - メガネ（無しも含めて9種類から選択。フレームの色は6種類から選択可能。位置・大きさ調整可能）
  - 身長（スライドバーによる無段階調整。左にずらすと低く、右にずらすと高くなる）
  - 体の幅（スライドバーによる無段階調整。左にずらすと細く、右にずらすと太くなる）
  - 服（色のみ変更可能で、12色から選択する）
- Mii情報
  - ニックネーム（必須、10文字まで入力可能）
  - 誕生日
  - 作成者の名前
  - 「お気に入り」マークの有る無し
  - Miiの公開（詳細は、似顔絵パレードを参照）

また、Miiサンプル一覧より似ているMiiを選択していく方法もある。性別を選んだ後、「似ている顔を選ぶ」を選択すると、一覧が表示される。
ニックネーム、作成者の名前の入力はWii本体のVer.3.4Jのアップデートにより、市販のUSBキーボードでの入力が可能になった。

### 似顔絵パレード
ユーザーによる明示的な交換の他に、自動的にMiiを交換・蓄積する似顔絵パレードという機能がある。Wiiをインターネットに接続して似顔絵チャンネル内の「交流の設定」を「交流する」にしていると有効になる機能で、個別の設定で「公開する」とされているMiiが、ユーザーの明示的な操作なしにいつの間にか他のWiiの似顔絵パレードに登場するようになる。ただし、Wii伝言板のアドレス帳に登録されたWiiフレンド間のみの交流となる。
また、Wii本体を更新すると、似顔絵広場のMiiを自分でパレードに連れて行くこともできる（ただし、誕生日などのデータが失われてしまう）。
『マリオカートWii』のWi-Fi対戦では、対戦相手が公開しているMiiを使っていると、そのMiiが自動的にパレードに来るという機能が搭載されている。

### Miiと似顔絵チャンネル完成までの経緯
Miiと似顔絵チャンネルのアイデアは、2000年2月23日に発売された64DDソフト『マリオアーティスト・タレントスタジオ』を源流としている（『タレントスタジオ』の説明も参照）。
厳密にいうと『タレントスタジオ』以前から宮本茂が構想していた「知っている人の似顔絵を作るソフト」、通称「こけし構想」というアイデアに、全くの別観点から企画開発部でニンテンドーDS用に製作されていた「福笑いのようにパーツを並べて似顔絵を作るソフト」というアイデアを加えることで、大幅に制作作業を簡略化してハードルを下げたものである。
なお、「福笑いのように似顔絵を作るゲーム」のアイデアの原型は2000年に遡る。その原型となったゲームが完成したものがニンテンドーDS用ソフトとして、当時開発していた『大人のオンナ占い手帳』（未発売）であり、このソフトは後の2009年に発売されたニンテンドーDS用ソフト『トモダチコレクション』やWiiの本体内蔵機能である『似顔絵チャンネル』の開発に大きく関わった。

### その他
- 2006年12月30日より明石家さんまと松岡修造が似顔絵チャンネルを体験しているテレビCM（30秒版）が放送開始された。また、2007年1月30日より90秒版のCMが放送開始された。
  - また、2007年3月12日から2007年4月29日までの間に、インターネットに接続して本体設定でWiiConnect24をONにしたWii向けに、明石家さんまと松岡修造のMiiが配信されていた。
- 似顔絵広場の画面でWiiリモコンのボタンをA→B→1→2（2は長押し）の順に押すと、似顔絵チャンネルに対応したニンテンドーDS向けソフトへMiiを送信する機能が呼ばれる。以後は似顔絵広場画面に「ニンテンドーDSと通信」ボタンが表示されるようになる。
- Wii U内のWiiメニューにも本作が収録されているが、Wiiリモコンの保存機能、似顔絵パレードが削除されており、Wii用ソフトで使用するMiiを作成するための機能となっている。また、本機能で作成したMiiは同本体やニンテンドー3DSのMiiスタジオ（後述）にコピーすることができる（逆は不可）。

## Miiコンテストチャンネル
Miiコンテストチャンネル（ミーコンテストチャンネル）は、Miiを全国のWiiユーザーと共有したり、出されたテーマに沿ったMiiを投稿・評価したりするWiiチャンネルである。2007年11月12日に配信が開始された。
このチャンネルは、Wiiをインターネットに接続して『Wiiショッピングチャンネル』内の「Wii専用ソフト」からダウンロード（無料）することで利用可能となる。またこのチャンネルの機能上、利用時にもインターネットに接続する必要がある。
2013年6月28日に配信・サービスが終了した。

### 投稿広場
似顔絵チャンネルで作成したMiiを共有するモード。自分の作成したMiiを投稿したり、他の人が作成したMiiをダウンロードすることが出来る。
ここでMiiを作る人のことを「Mii職人」という。
Mii職人は人気の高いMiiをたくさん投稿することで「一流Mii職人」になることができる。

### コンテスト
出題されたテーマに沿って作成したMiiを投稿するモード。投稿するだけでなく、投稿されたMiiを審査することも出来る。
テーマは「帽子を取ったマリオ」「福沢諭吉」「ガレッジセールのゴリ（Wii FitのCMに出演経験があったため）」といった具体的なものから「着物が似合う女性」といった主観的なもの、「ねずみ年のMii」といった発想力が試されると思われるものなどがある。
コンテストの流れとしては、
1. テーマを発表。その後数日間投稿受け付け（残り期間が表示されている）。
2. 投稿締め切り（審査準備中と書かれている）。
3. 審査を始める。その後数日間審査受け付け（残り期間が表示されている）。
4. 審査締め切り（結果発表準備中と書かれている）。
5. 結果発表。

というものになり、テーマは投稿・審査・発表の各段階ごとに分けて表示されている。
また、コンテストには世界中のMii職人が参加するワールドコンテストと、ローカルなものがあるが、これはワールドコンテストならテーマの上に小さく「ワールドコンテスト」と書かれるのみで、とくに分けて表示されない。

#### 投稿
投稿に利用するWii本体に内蔵された似顔絵チャンネルで作成したMiiのみ投稿でき、投稿できるMiiは1つのテーマにつき1体のみである。投稿するMiiに特別な条件・制限はない（例えば、テーマに設定されている人物が女性だとしても、男性のMiiを投稿することができる。ただし、スペシャルMiiや送られたMiiは使えない）。

#### 審査
投稿されたMiiのなかからランダム（投稿者の情報は表示されない）に選ばれたMiiが10体表示され、それらの中からテーマにふさわしいと思われるMiiを3体選ぶ（それ未満の数だけを選んで送ることはできない）。表示された10体中にふさわしいMiiが無いと思った場合は入れ替えることもできる（選んだMiiは入れ替わらずに残る）。
なお、審査は期間中なら何度でもやり直せるが、審査を送らずにやめた場合は、以前に送信した審査情報は破棄される為、審査を行わなかったものとみなされる。ただし後述するとおり、更新版では破棄されることは無い。

#### 結果発表
投稿または審査をした場合は、Miiが山を駆け登っていき、どの程度支持を得られたかを「○合目」の形（最高は頂上）で表示する（登ったように見えても滑り落ちることもある）。また、自分が選んだMiiがどれだけ支持されていたかにより「目利き力」が判定される（最高は名誉審査会長）。その後、第1位を発表し、ベスト50の発表が行われる。投稿や審査を行なわなかった場合は、第1位とベスト50の発表のみ行なわれる。
なお、ときどき参加賞として、投稿したMiiとMii職人のMiiを背景の前にポーズを付けて並べた記念写真を撮ることができるテーマもある（撮った写真はWii伝言板に貼り付けることができる）。

### 更新版
2008年1月31日より更新版のMiiコンテストチャンネルが配信開始された。変更された点は次の通り。
- 投稿広場
  - 自分が投稿したMiiを呼び出せるようになる。
  - Miiのプロフィール画面に表示されているMii職人を選択すると、そのMii職人が投稿したMiiが表示されるようになる。
  - 今日のオススメが10ページまで表示できるようになる。
- コンテスト
  - 審査を中止したときに、以前に投票したMiiの投票情報が消されずに残るようになる（取り消しは出来ない）。
  - 審査で選んだMiiが再審査の際に表示されなくなる不具合が修正される。
- ペアレンタルコントロール機能に対応する[4]。

## Miiスタジオ
『Miiスタジオ』（ミースタジオ）はニンテンドー3DSとWii Uの本体内蔵ソフト。
3DS版の「すれ違い広場」で受信されたMii・スペシャルMiiはMiiスタジオに原則連れてこれない。

### 概要
『似顔絵チャンネル』同様にMiiを作成できるが、より細かい調整が可能となったほか、3DS内蔵カメラで撮った顔写真からもMiiを作成することが出来る。

### Miiの作成
最初に性別を選択した後、次の項目を選択・調整していく。
- 顔
  - 顔の輪郭（12種類から選択）
  - 顔の色（6色から選択）
- 髪
  - 髪型（132種類から選択。分け目の向き2種類）
  - 髪の色（8色から選択）
- 顔のパーツ
  - 目（60種類から選択。色は6色から選択。位置・大きさ・傾き・上下の幅が調整可能）
  - 眉毛（無しも含めて24種類から選択。色は8種類から選択。位置・大きさ・傾き・上下の幅が調整可能）
  - 頬（12種類から選択）
  - しわ（12種類から選択）
  - 鼻（18種類から選択。位置・大きさ調整可能）
  - 口（36種類から選択。色は5色から選択。位置・大きさ・上下の幅が調整可能）
  - 口ひげ（無しも含めて6種類から選択。色は8色から選択。）
  - 顎ひげ（無しも含めて6種類から選択。色は8色から選択）
  - ほくろ（1つまで可能。位置・大きさ調整可能）
- その他
  - メガネ（無しも含めて9種類から選択。フレームの色は6種類から選択可能。位置・大きさ調整可能）
  - 身長（スライドバーによる無段階調整。左にずらすと低く、右にずらすと高くなる）
  - 体の幅（スライドバーによる無段階調整。左にずらすと細く、右にずらすと太くなる）
  - 服（色のみ変更可能で、12色から選択する）
- Mii情報
  - ニックネーム（必須、10文字まで入力可能）
  - 誕生日
  - 作成者の名前
  - 「お気に入り」マークの有無
  - コピーの可否
  - Miiの公開（公開を選ぶと通信相手のゲーム内に登場することがある）

## Mii対応ソフト
作成したMiiは以下のソフトで操作できたり、ゲーム内に登場・表示される。

### Wii

#### Wiiチャンネル
- みんなで投票チャンネル※（Wiiチャンネル初のMii対応チャンネル）
- Wiiショッピングチャンネル※（更新により追加されたプレゼント機能に対応）
- Miiコンテストチャンネル（Miiを投稿したり、ダウンロードしたり、コンテストに参加したりするMii専門チャンネル）
- テレビの友チャンネル Gガイド for Wii※
- デジカメプリントチャンネル※
- きょうとあしたの占いラッキーチャンネル※
- Wiiスピークチャンネル※
- Wiiの間（操作するキャラクターとして利用できるソフト）

※＝アイコンやセーブデータとして利用するソフト

#### Wii用ソフト（Wiiウェアも含む）

##### アイコンやセーブデータとして使用するソフト
- 実戦パチスロ・パチンコ必勝法!Sammy's Collection 北斗の拳 Wii（サードパーティ初のMii対応ソフト）
- Wiiでやわらかあたま塾
- マリオストライカーズチャージド
- 戦国無双KATANA
- SIMPLE Wii シリーズ Vol.1 THE みんなでカート・レース
- SIMPLE Wii シリーズ Vol.2 THE みんなでバス釣り大会
- スーパーマリオギャラクシー（スーパーマリオ 3Dコレクションでは使用不可）
- スーパーマリオギャラクシー2
- 銀魂 万事屋ちゅ～ぶ ツッコマブル動画
- たまごっちのフリフリ歌劇団
- 大乱闘スマッシュブラザーズX
- WWE 2008 SmackDown vs Raw
- メトロイドプライム3 コラプション
- みんなの常識力テレビ
- Dr.MARIO & 細菌撲滅（Wiiウェア初のMii対応ソフト）
- ことばのパズル もじぴったんWii（サードパーティ初・Wiiウェア初のMii対応ソフト）
- みんなのポケモン牧場（Wiiウェア初のMii対応ソフト）
- リンクのボウガントレーニング
- 役満Wii 井出洋介の健康麻将
- Wi-Fi対応 厳選テーブルゲームWii
- TVショーキング
- おうちで∞プチプチWii
- パズルシリーズVol.2 イラストロジック+からふるロジック
- 通信対局 早指将棋三段
- 通信対局 囲碁道場2700問
- テトリスパーティ
- ブレインチャレンジ
- 銀星テーブルゲームズWii
- バクたん
- たたいて!モグポン
- 黒ひげ危機一髪Wii
- ことばのパズル もじぴったんWii デラックス
- ソーサリーブレイド
- カラオケJOYSOUND Wii（Wiiディスク版・Wiiウェア版共通）

##### 操作するキャラクターとして使用できるソフト
- 実況パワフルプロ野球シリーズ（『Wii』以降全対応、パワメジャシリーズ含）
なお、『実況パワフルプロ野球NEXT』はアイコンとして使用可能。
- WE LOVE GOLF!
- FIFA 08
- ウイニングイレブンプレーメーカー2008
- ファミリージョッキー
- プロ野球 ファミリースタジアム (Wii)
- ファミリートレーナー アスレチックワールド
- JAWA〜マンモスとヒミツの石〜
- Hula Wii フラで始める　美と健康!
- 街へいこうよ どうぶつの森
- Let's Catch
- ダンスダンスレボリューションフルフル♪パーティー
- ポップンミュージック

##### アイコンやセーブデータとして使用し、操作するキャラクターとしても使用できるソフト
- Wii Sports（最初のMii対応ソフト）
- はじめてのWii（最初のMii対応ソフト）
- おどる メイド イン ワリオ（最初のMii対応ソフト）
- マリオパーティ8
- マリオ&ソニック AT 北京オリンピック
- Wii Fit
- みんなで遊ぼう!ナムコカーニバル
- 人生ゲームWii
- ファミリースキー
- マリオカートWii
- みんなでパズループ
- スーパーマリオスタジアム ファミリーベースボール
- ボンバーマン
- Wi-Fi8人バトル ボンバーマン
- カタチのゲーム まるぼうしかく
- Wii Music
- Wii Fit Plus
- マリオ&ソニック AT バンクーバーオリンピック
- 人生ゲームWii EX
- ファミリースキー ワールドスキー&スノーボード
- Wii Sports Resort
- Wii Party
- MARIO SPORTS MIX
- Wiiリモコンプラス バラエティ
- GO VACATION
- いただきストリートWii
- マリオ&ソニック AT ロンドンオリンピック
- ハッピーダンスコレクション
- NHK紅白クイズ合戦

### ニンテンドーDS（ニンテンドーDSiウェアも含む）
- 歩いてわかる 生活リズムDS
- 井出洋介の健康麻将DSi
- トモダチコレクション
- クルマでDS

### ニンテンドー3DS
- フレンドリスト
- すれちがいMii広場
- 思い出きろく帳
- ARゲームズ
- nintendogs + cats
- リッジレーサー3D
- スティールダイバー
- パイロットウイングス リゾート
- スーパーポケモンスクランブル
- テトリス
- スーパーマリオ 3Dランド
- New スーパーマリオブラザーズ 2
- マリオカート7
- ソニック ジェネレーションズ 青の冒険
- いつの間に交換日記
- マリオテニス オープン
- ドラゴンクエストモンスターズ テリーのワンダーランド3D
- ドラゴンクエストモンスターズ2 イルとルカの不思議なふしぎな鍵
- ドラゴンクエストモンスターズ ジョーカー3
- ドラゴンクエストモンスターズ ジョーカー3プロフェッショナル
- 東北大学加齢医学研究所 川島隆太教授監修 ものすごく脳を鍛える5分間の鬼トレーニング
- とびだせ どうぶつの森
- トモダチコレクション 新生活
- ジェットコースターをつくろう!3D
- ディズニー　マジックキャッスル　マイ・ハッピー・ライフ
- だるめしスポーツ店
- ソニック ロストワールド
- Miiverse[5]
- ニコニコ
- くまモン★ボンバー パズル de くまモン体操
- マリオパーティ アイランドツアー
- マリオゴルフ ワールドツアー
- スター★シリーズ:3Dサッカー
- 大乱闘スマッシュブラザーズ for Nintendo 3DS
- Ultimate Poker & BlackJack
- ご当地鉄道 〜ご当地キャラと日本全国の旅〜
- バッジとれ〜るセンター[6]
- 超・逃走中 あつまれ!最強の逃走者たち
- リズム天国 ザ・ベスト+
- マリオ&ソニック AT リオオリンピック
- Miitopia
- マリオスポーツ スーパースターズ
- ザ・デットヒートブレイカーズ
- メイド イン ワリオ ゴージャス

### Wii U
- フレンドリスト
- インターネットブラウザー
- Miiverse[5]
- カラオケJOYSOUND for Wii U[7][8]
- New スーパーマリオブラザーズ U
- Nintendo Land
- ソニック ロストワールド
- スーパーマリオ 3Dワールド
- Wii Fit U
- Wii Sports Club
- Wii Party U
- マリオ&ソニック AT ソチオリンピック
- ソニック&オールスターレーシング トランスフォームド
- マリオカート8
- ご当地鉄道 〜ご当地キャラと日本全国の旅〜
- 大乱闘スマッシュブラザーズ for Wii U
- マリオパーティ10
- ヨッシー ウールワールド
- チャリ走 Ultra DX 世界ツアー
- みんなで宇宙ツアー チャリ走DX2
- スーパーマリオメーカー
- マリオテニス ウルトラスマッシュ
- マリオ&ソニック AT リオオリンピック

### Nintendo Switch
- マリオカート8 デラックス
- カラオケJOYSOUND for Nintendo Switch
- ご当地鉄道 for Nintendo Switch!!
- 大乱闘スマッシュブラザーズ SPECIAL
- GO VACATION
- New スーパーマリオブラザーズ U デラックス
- スーパーマリオメーカー2
- ファミリートレーナー
- ミートピア
- マリオゴルフ スーパーラッシュ
- Nintendo Switch Sports
- 超おどる メイド イン ワリオ（ゲーム内のミニゲームにて）

### スマートデバイス
- Miitomo[5]
- Super Mario Run（アイコンとして）
- Pikmin Bloom
- マリオカート ツアー[9]

## amiibo
2018年現在、3種類のamiiboが登場している。
- 『大乱闘スマッシュブラザーズシリーズ』：「Mii 格闘タイプ」「Mii 剣術タイプ」「Mii 射撃タイプ」
  - 『大乱闘スマッシュブラザーズ for Nintendo 3DS / Wii U』『大乱闘スマッシュブラザーズ SPECIAL』に対応。

## 担当声優
- Josh Millman - 『Wii Sports Resort』、『Wii Sports Club』、『マリオカート ツアー』
- 廣瀬仁美 - 『マリオカートWii』、『マリオカート7』、『マリオカート8』、『マリオカート8 デラックス』、「マリオゴルフ ワールドツアー」、「マリオゴルフ スーパーラッシュ」（女性Mii）
- 長尾歩 - 『マリオカートWii』、『マリオカート7』、『マリオカート8』、『マリオカート8 デラックス』、「マリオゴルフ ワールドツアー」、「マリオゴルフ スーパーラッシュ」（女性Mii）
- 岡林史泰 - 『マリオカートWii』、『マリオカート7』、『マリオカート8』、『マリオカート8 デラックス』、「マリオゴルフ ワールドツアー」、「マリオゴルフ スーパーラッシュ」（男性Mii）
- はらさわ晃綺 - 『マリオカートWii』、『マリオカート7』、『マリオカート8』、『マリオカート8 デラックス』、「マリオゴルフ ワールドツアー」、「マリオゴルフ スーパーラッシュ」（男性Mii）
- 樋口智透 - 『マリオカートWii』、『マリオカート7』、『マリオカート8』、『マリオカート8 デラックス』、「マリオゴルフ ワールドツアー」、「マリオゴルフ スーパーラッシュ」（男性Mii）
- 佐藤拓也 - 『マリオカートWii』、『マリオカート7』、『マリオカート8』、『マリオカート8 デラックス』、「マリオゴルフ ワールドツアー」、「マリオゴルフ スーパーラッシュ」（男性Mii）
- 足立友 - 『マリオカートWii』、『マリオカート7』、『マリオカート8』、『マリオカート8 デラックス』、「マリオゴルフ ワールドツアー」、「マリオゴルフ スーパーラッシュ」（女性Mii）
- 甲斐田裕子 - 『マリオカートWii』、『マリオカート7』、『マリオカート8』、『マリオカート8 デラックス』、「マリオゴルフ ワールドツアー」、「マリオゴルフ スーパーラッシュ」（女性Mii）
- 佐々木朋子 - 『ソニック&オールスターレーシング トランスフォームド』※Wii U版のみ。
- 岸祐二 - 『大乱闘スマッシュブラザーズ SPECIAL』（タイプ1）
- 庄司宇芽香 - 『大乱闘スマッシュブラザーズ SPECIAL』（タイプ2・12）
- 大原崇 - 『大乱闘スマッシュブラザーズ SPECIAL』（タイプ3）
- 藤村歩 - 『大乱闘スマッシュブラザーズ SPECIAL』（タイプ4）
- 置鮎龍太郎 - 『大乱闘スマッシュブラザーズ SPECIAL』（タイプ5）
- 大本眞基子 - 『大乱闘スマッシュブラザーズ SPECIAL』（タイプ6）
- 萩道彦 - 『大乱闘スマッシュブラザーズ SPECIAL』（タイプ7）
- 高山みなみ - 『大乱闘スマッシュブラザーズ SPECIAL』（タイプ8）
- 石川英郎 - 『大乱闘スマッシュブラザーズ SPECIAL』（タイプ9）
- 斉藤貴美子 - 『大乱闘スマッシュブラザーズ SPECIAL』（タイプ10）
- 梁田清之 - 『大乱闘スマッシュブラザーズ SPECIAL』（タイプ11）